# Аженталь-ле-О
Ажента́ль-ле-О (фр. Hagenthal-le-Haut) — коммуна на северо-востоке Франции в регионе Гранд-Эст (бывший Эльзас — Шампань — Арденны — Лотарингия), департамент Верхний Рейн, округ Мюлуз, кантон Сен-Луи. До марта 2015 года коммуна административно входила в состав упразднённого кантона Юненг (округ Мюлуз).
Площадь коммуны — 4,92 км², население — 561 человек (2006) с тенденцией к росту: 637 человек (2012), плотность населения — 129,5 чел/км².

## Население
Численность населения коммуны в 2011 году составляла 617 человек, а в 2012 году — 637 человек.
| 1962 | 1968 | 1975 | 1982 | 1990 | 1999 | 2006 | 2011 | 2012 |
| ---- | ---- | ---- | ---- | ---- | ---- | ---- | ---- | ---- |
| 372  | 365  | 380  | 381  | 428  | 410  | 561  | 617  | 637  |

Динамика населения:

## Экономика
В 2010 году из 405 человек трудоспособного возраста (от 15 до 64 лет) 314 были экономически активными, 91 — неактивными (показатель активности 77,5 %, в 1999 году — 77,1 %). Из 314 активных трудоспособных жителей работали 297 человек (166 мужчин и 131 женщина), 17 числились безработными (9 мужчин и 8 женщин). Среди 91 трудоспособных неактивных граждан 25 были учениками либо студентами, 31 — пенсионерами, а ещё 35 — были неактивны в силу других причин.
На протяжении 2011 года в коммуне числилось 245 облагаемых налогом домохозяйств, в которых проживало 611,5 человек. При этом медиана доходов составила 32 883 евро на одного налогоплательщика.

## Достопримечательности (фотогалерея)

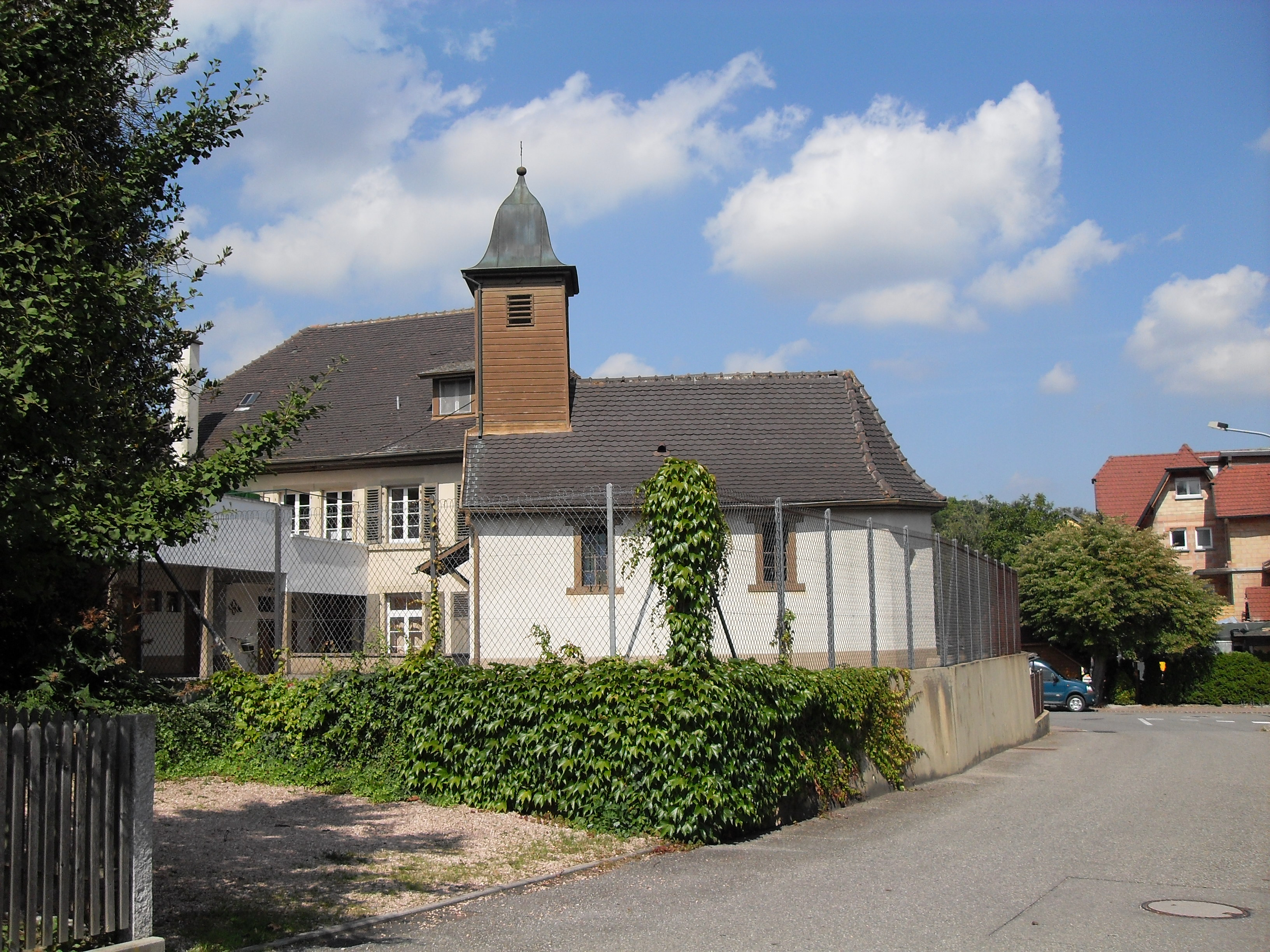
Церковь Сен-Катрин